# Villa de Soto
Villa de Soto é um município da província de Córdova, na Argentina.